# Wolfgang-Döring-Medaille
Die Wolfgang-Döring-Medaille wurde von 1963 bis 1990 durch den FDP-Landesverband Nordrhein-Westfalen, zunächst mit der Wolfgang-Döring-Gesellschaft und später mit der Wolfgang-Döring-Stiftung verliehen. Sie war benannt nach dem nordrhein-westfälischen FDP-Fraktionsvorsitzenden und stellvertretenden Bundesvorsitzenden Wolfgang Döring.

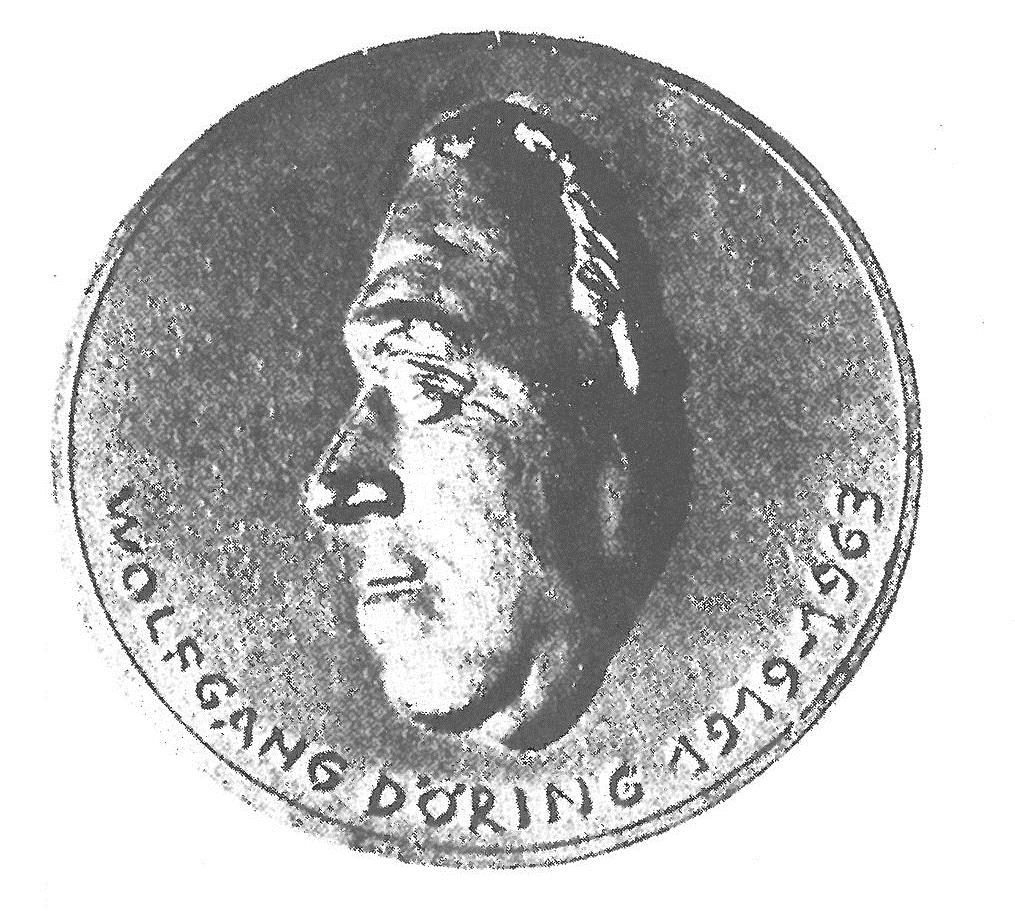
Wolfgang-Döring-Medaille

## Preisträger
- 1963 Theodor Heuss
- 1964 Thomas Dehler
- 1965 Willi Weyer
- 1966 Hildegard Hamm-Brücher
- 1967 Rudolf Augstein
- 1968 Paul Luchtenberg
- 1969 Walter Scheel
- 1970 Hans Wolfgang Rubin
- 1972 Karl-Hermann Flach
- 1973 Alfred Rieger
- 1975 Liselotte Funcke
- 1976 Hans-Dietrich Genscher
- 1978 Wolfgang Mischnick
- 1981 Gaston Thorn
- 1984 Marion Gräfin Dönhoff
- 1987 Rüdiger von Wechmar
- 1990 Otto Graf Lambsdorff